# Jena Friedman
Jena Friedman es una escritora, comediante y cineasta nominada al Oscar. Ha sido productora  en The Daily Show con Jon Stewart y ha escrito para Late Show con David Letterman .  Desarrolló el proyecto de televisión Soft Focus con Jena Friedman para Adult Swim, cuya primera entrega se estrenó en febrero de 2018

## Nacimiento y adolescencia
Friedman nació en Haddonfield, Nueva Jersey y se crio en un hogar judío conservador. Estudió antropología en la Northwestern University. Después de graduarse, trabajó como consultora de atención médica para la consultora Booz Allen Hamilton. 

## Carrera profesional
Ha aparecido en The Late Show with Stephen Colbert, The Nightly Show con Larry Wilmore, National Geographic Explorer, MSNBC, y BBC Two. Ella también ha sido un escritor colaborador de The New Yorker.
En 2007, escribió The Refugee Girls Revue, una sátira inspirada en las muñecas American Girl. La obra obtuvo elogios de la crítica en el Festival Fringe Internacional de Nueva York de  y tuvo una exitosa presentación en off Broadway. En 2010, recibió una carta de cese y desistimiento de The New York Times por parodiar sus videos de boda. La parodia, titulada Ted and Gracie, se ha convertido desde entonces en una popular serie web.
En 2015, la muestra individual de Friedman, American Cunt, se estrenó en el Festival Fringe de Edimburgo con gran éxito de crítica. La revista Paste nombró a American Cunt como uno de los 10 mejores especiales de comedia de stand up de 2016. Creó Soft Focus con Jena Friedman, una serie de especiales de Adult Swim que también coproduce, dirige y presenta como coproductora ejecutiva. Los especiales incluyen entrevistas con John McAfee, el empresario de software estadounidense y aspirante a presidente, así como con Gilberto Valle, un oficial de policía de la ciudad de Nueva York que fue condenado por una conspiración para secuestrar, cocinar y comer mujeres, más conocido como el " Cannibal Cop ". La segunda entrega se estrenó en enero de 2019.
En 2020, Friedman contribuyó al guion de Borat Subsequent Moviefilm, obteniendo una nominación al Premio de la Academia al Mejor Guion Adaptado.